# Хомем, Антонио
Антониу Омем (порт. António Homem; 1564—1624) — еврейский мученик; профессор канонического права в Коимбрском университете.

## Биография
Антониу Омем родился в 1564 году в португальском городе Коимбра, в неохристианской семье. Его мать была внучкой Нунеша Кардозу, так называемого «богатого еврея из Авейру». Подобно многим тайным иудеям, родители мальчика, желая обезопасить себя от подозрений и преследований инквизиции, предназначили сына на служение церкви и дали ему католическое богословское образование. С этой целью А. Омем вступил в монашеский орден и посещал лекции в университете родного города.
В 1592 году получил степень магистра и по достижении сана диакона был назначен профессором канонического права в альма-матер.
В 1611 году он, однако, возбудил против себя подозрение Святой инквизиции и вынужден был оправдываться перед ее трибуналом, причём его спасло то обстоятельство, что он был автором нескольких богословских сочинений. Тем не менее его коллеги установили за ним негласный надзор.
В 1619 году в португальской столице была обнаружена тайная синагога, в которой Антониу Омем совершал богослужения и выступал с проповедями. На этот раз преданный суду инквизиции он был приговорен к смерти. Казнь состоялась 5 лет спустя во время одного из  лиссабонских аутодафе. Дом его сравняли с землёй, а на его месте воздвигли столб с надписью «Praeceptor infelix» (букв. — несчастный наставник).